# Rick Moody
Rick Moody (Nueva York, 18 de octubre de 1961) es un escritor, y músico estadounidense. Entre todas sus novelas destaca La tormenta de hielo, publicada en 1994 y adaptada al cine por Ang Lee tres años después.

## Biografía
Hiram Frederick Moody III, su nombre real, nació en Nueva York pero se crio en los suburbios de Connecticut, donde ha situado muchas de sus historias. Se graduó en la St. Paul’s School de Nuevo Hampshire y más tarde en la Universidad de Brown.

## Novelas
- Días en Garden State (1992). Traducido al español y editó Mondadori en 2003.
- La tormenta de hielo (1994). Traducido al español y editó Debate en 1997.
- América ocaso (1996). Traducido al español y editó Debate en 1998.
- The Diviners (2005)
- Right Livelihoods: Three Novellas (US)/The Omega Force (RU) (2007)
- The Four Fingers of Death: A Novel. (2010)

### Cuentos
- The Ring of Brightest Angels Around Heaven (1995)
- Demonología (2001) Traducido al español y editó Debolsillo en 2003.
- Right Livelihoods (2007)

### No ficción
- El velo negro (2002). Traducido al español y editó Mondadori en 2003.